# Сойер, Алекс
Алекс Сойер (англ. Alex Sawyer; род. 13 февраля 1993, Кент, Великобритания) — английский актёр. Известен своей ролью Алфи в телесериале Обитель Анубиса.

## Биография
Алекс Сойер родился 13 февраля 1993 года в графстве Кент, его мать была из Ганы, отец — английско-финского происхождения. Учился в школах Белмонта (Саттон), Абердур (Бург-Хит) и в частной школе (King's College School) Уимблдона. Алекс начал сниматься в возрасте 9 лет в проекте Oliver! как один из членов хора в местном театре. Он принимал участие в занятиях Laine Theatre Arts с 11 лет, после принимал участие в школьной постановке.

## Карьера
Он посещал занятия в Лайне Художественном театре с 11 лет. Играл роль Алфи в телесериале «Обитель Анубиса», который транслировался на телеканале Nickelodeon.

## Фильмография
| Год       | Фильм               | Роль   |
| --------- | ------------------- | ------ |
| 2011—2013 | Обитель Анубиса     | Алфи   |
| 2013      | Пробирный камень Ра | Алфи   |
| 2016      | На диком западе     | Джеймс |